# Stănești (Gorj)
Pour l’article homonyme, voir Stănești.
Stănești est une commune roumaine située dans le județ de Gorj.